# Werratal-Radweg

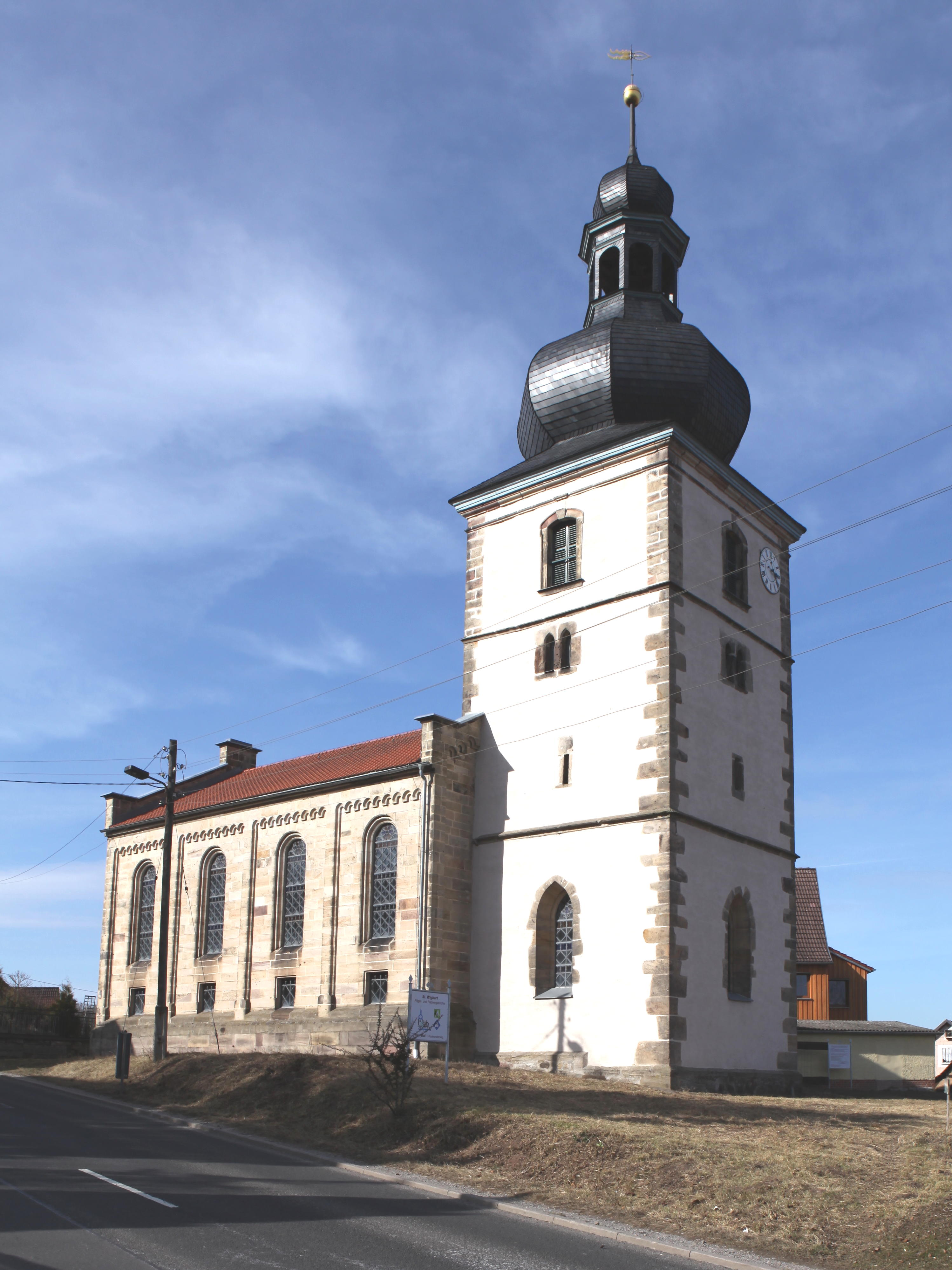
Radwegekirche in Häselrieth

Der Werratal-Radweg führt entlang der Werra auf einer Länge von 290 km durch Thüringen, Hessen und Niedersachsen.
Der Werratal-Radweg ist seit 1997 durchgängig befahrbar und mit einheitlichem Symbol durchgängig ausgeschildert. Er führt von den beiden Werraquellen in Fehrenbach und Siegmundsburg von rund 780 m ü. NHN über Eisfeld, Hildburghausen, Themar, Meiningen, Wasungen, Bad Salzungen, Vacha, Heringen, Gerstungen, Creuzburg, Treffurt, Eschwege, Bad Sooden-Allendorf und Witzenhausen bis nach Hann. Münden, das auf einer Höhe von 123 m ü. NHN liegt. In Hessen wird der Radweg als Werra-Radweg bezeichnet. In Häselrieth, einem Ortsteil von Hildburghausen, befindet sich mit St. Wigbert eine Radwegekirche.

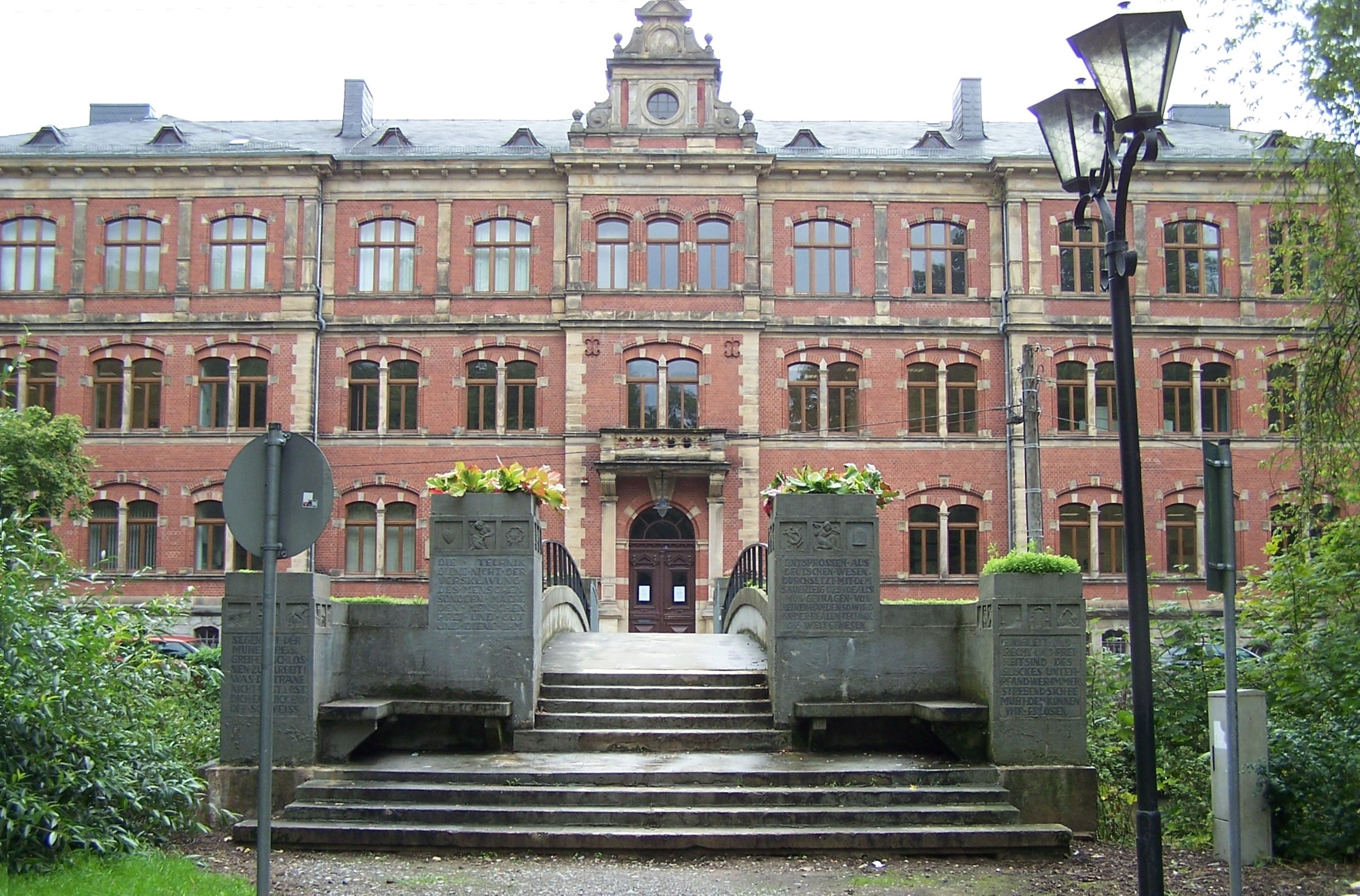
Schlossparkbrücke in Hildburghausen
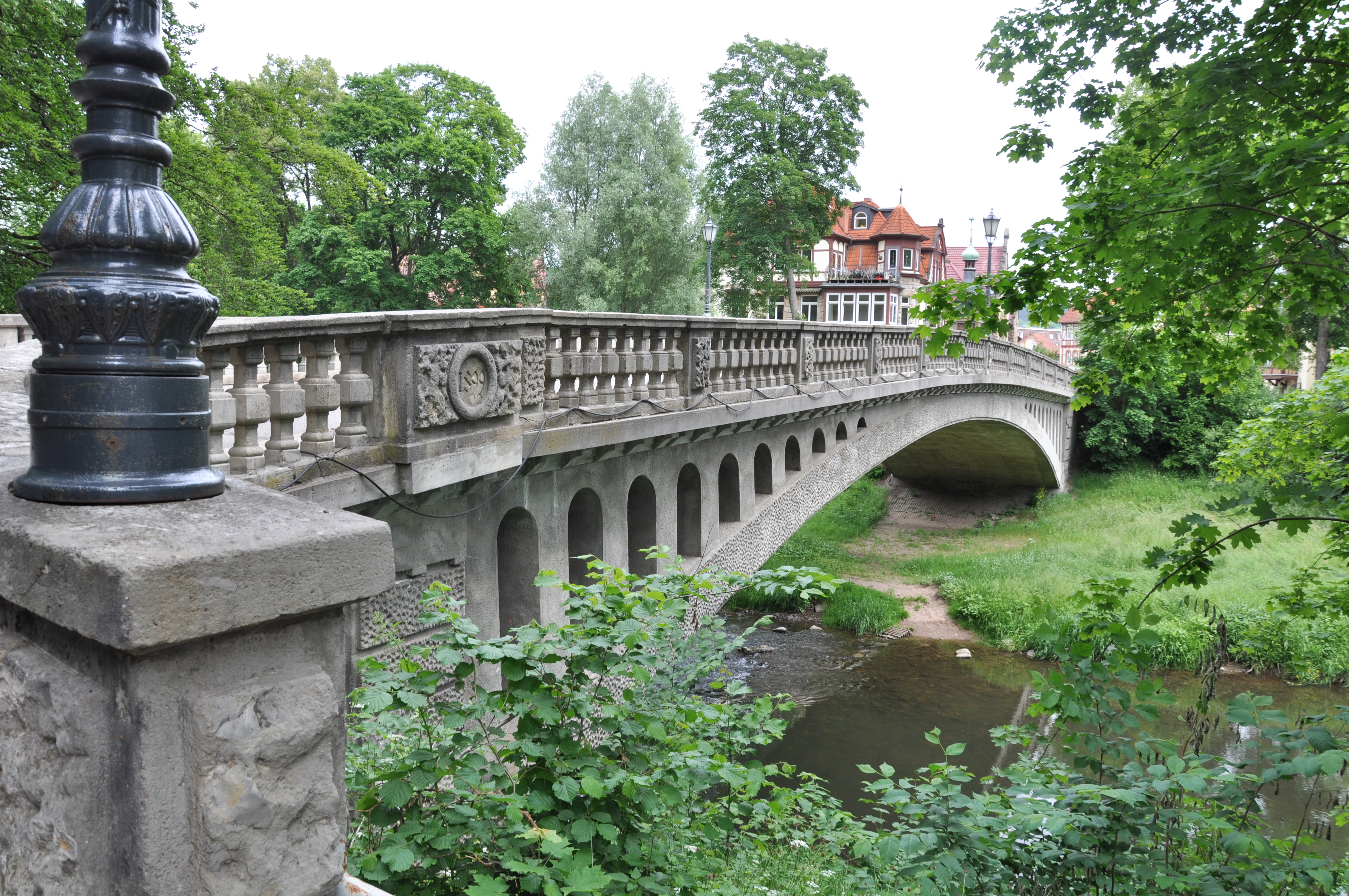
Georgsbrücke in Meiningen
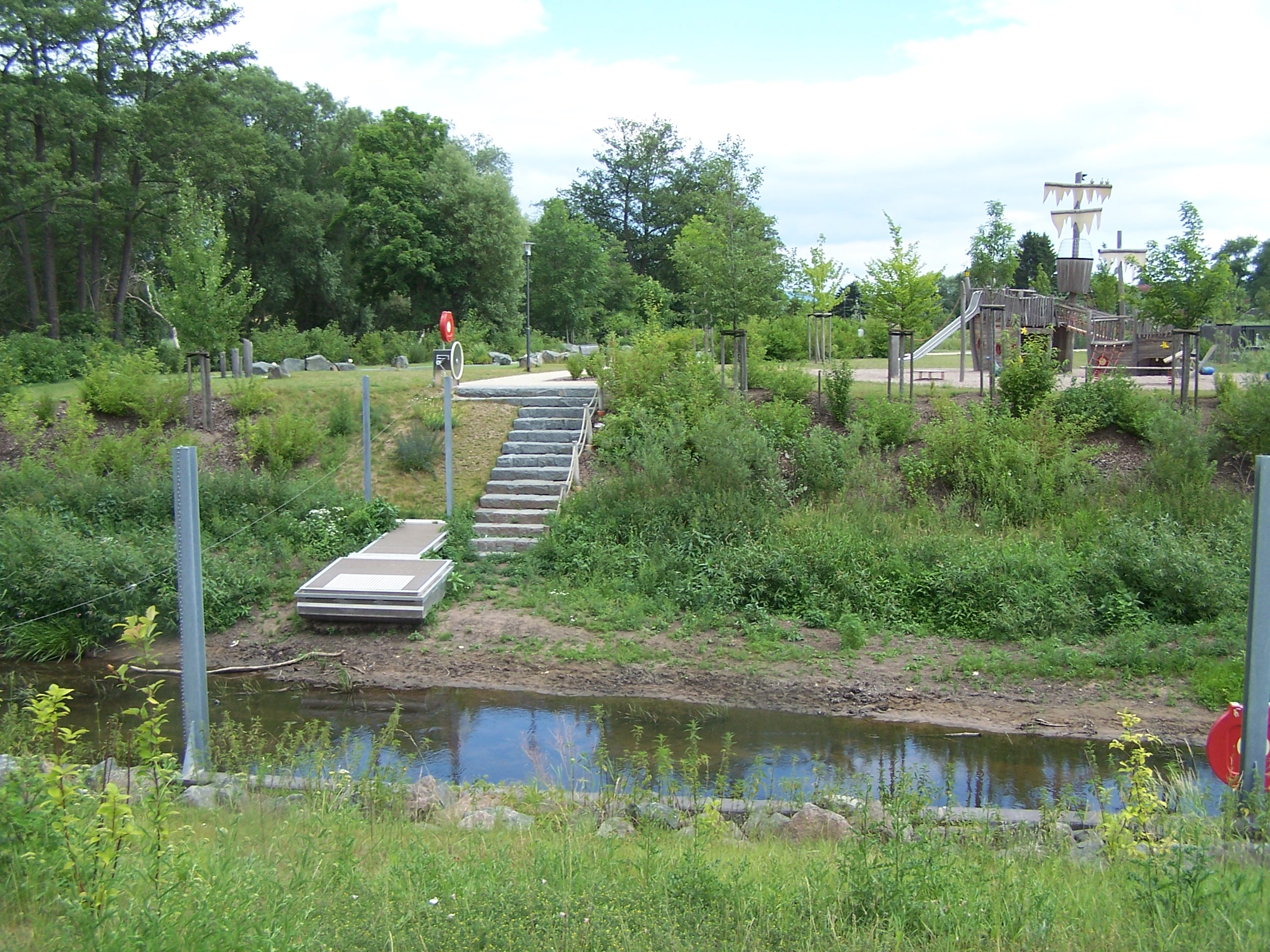
Pirateninsel in Bad Salzungen
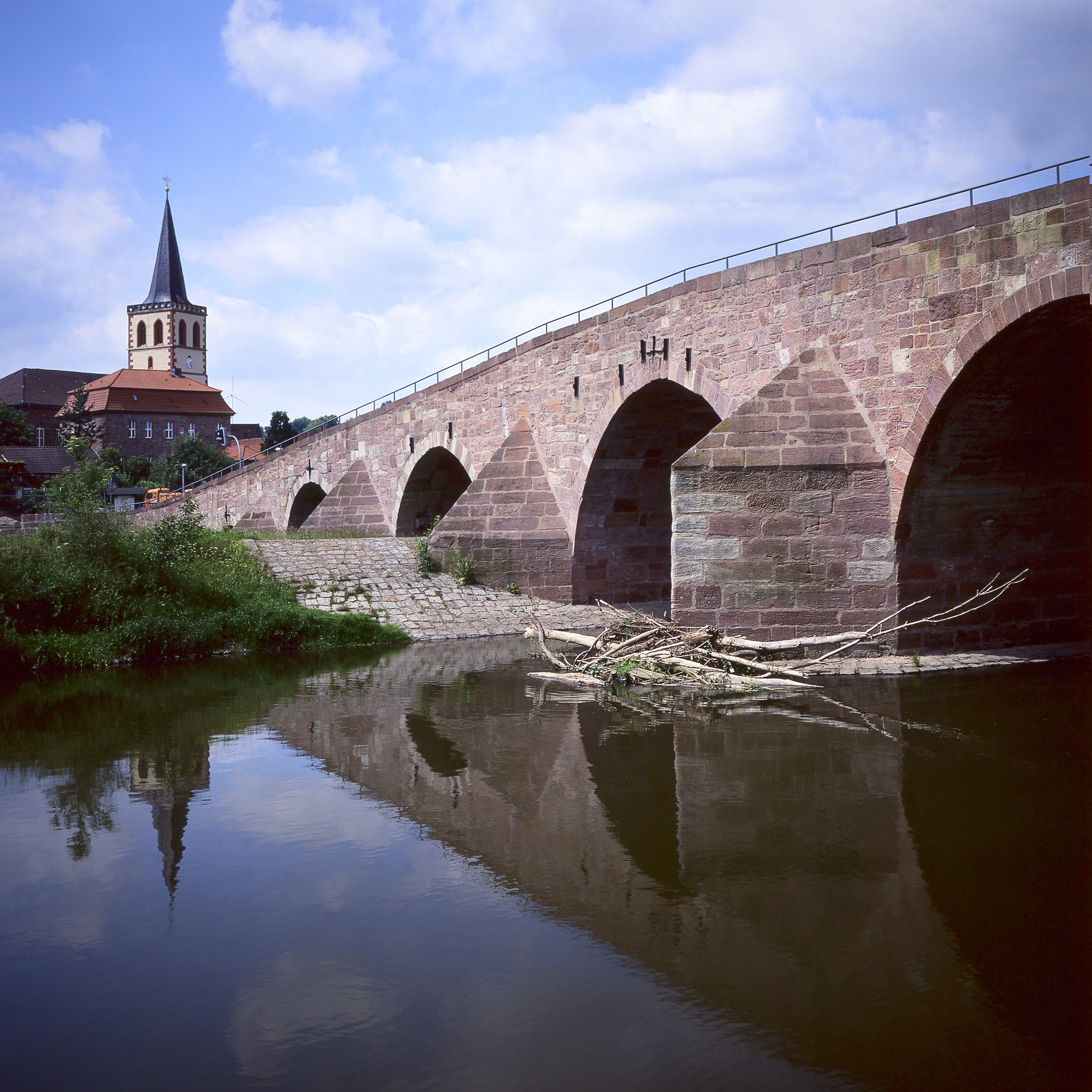
Brücke in Vacha
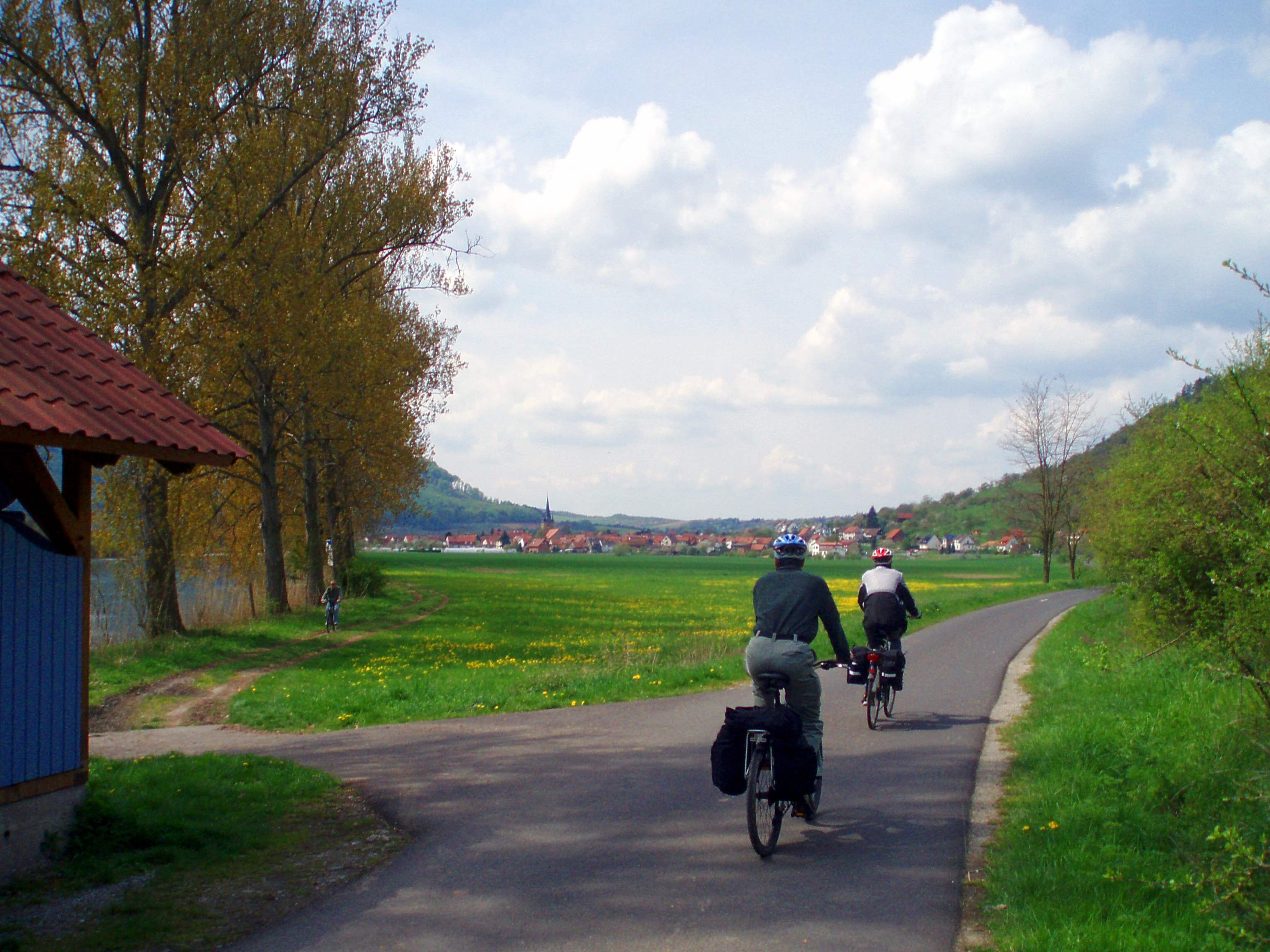
Radweg bei Falken im Wartburgkreis
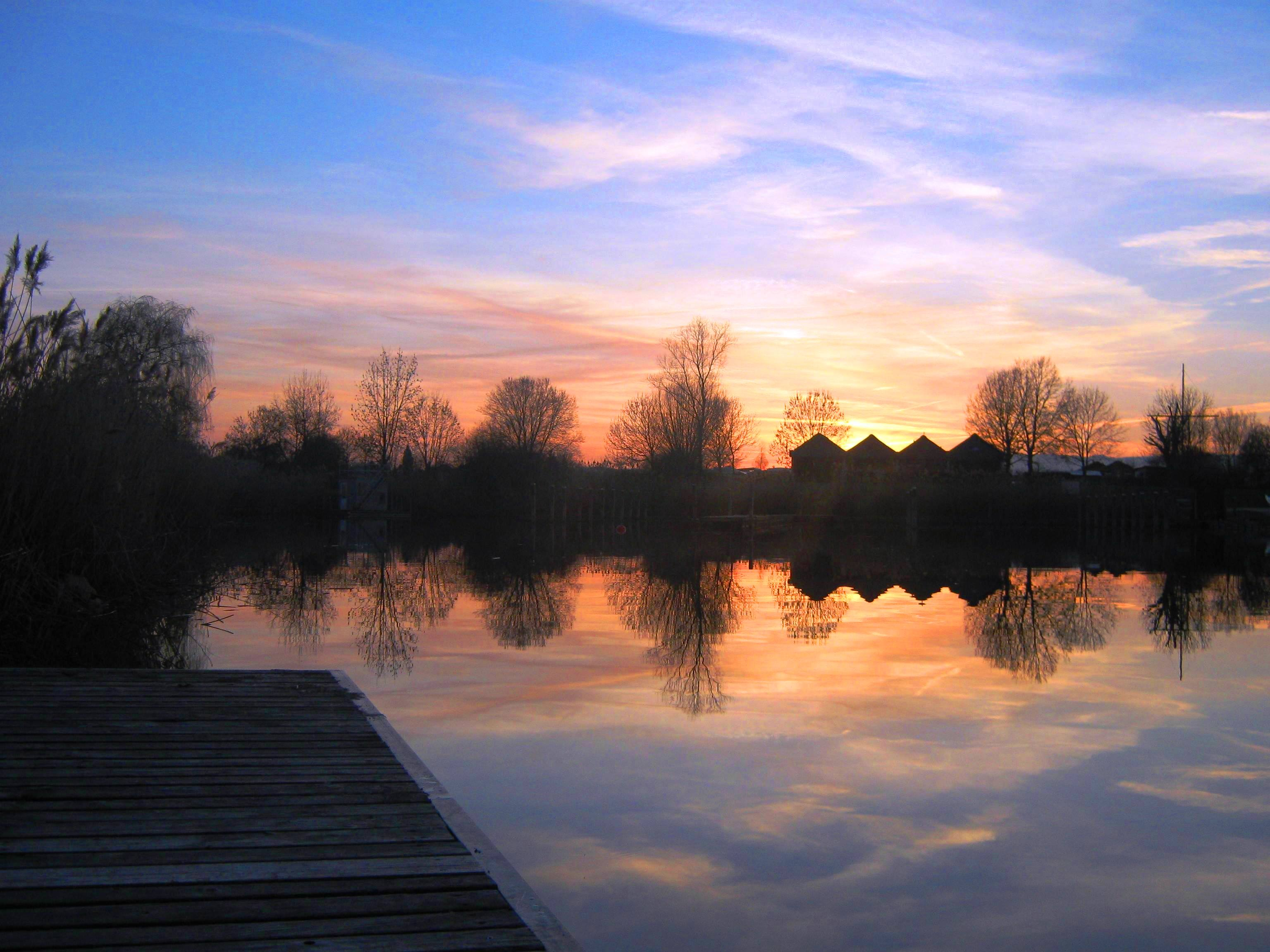
Werratalsee in Eschwege
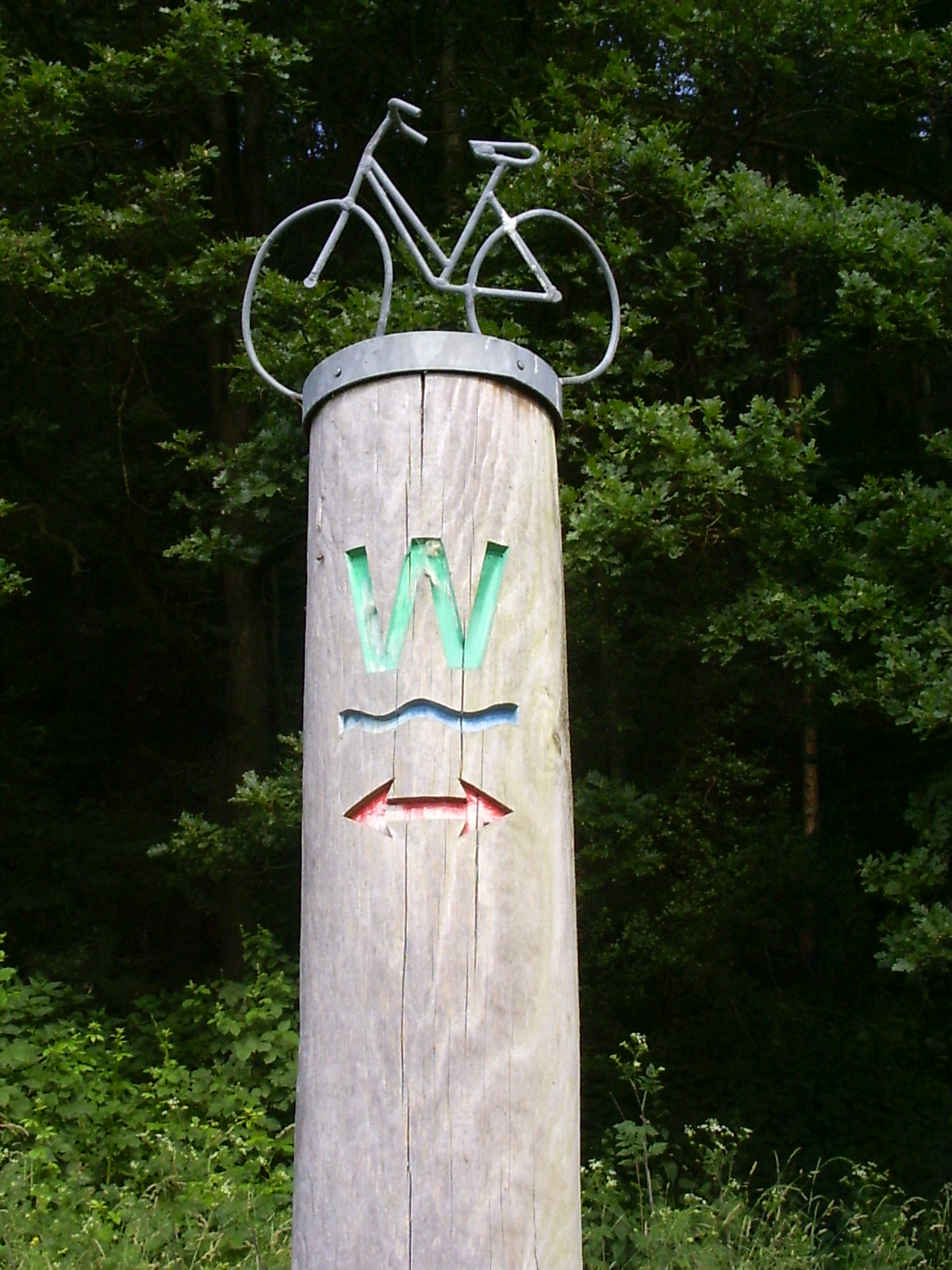
Radwegmarkierung in Hessen

## Verbindungen mit anderen überregionalen Radwegen
- In Hann. Münden besteht eine Anbindung zum Weser-Radweg, der bis zur Nordsee bei Bremerhaven führt.
- Ebenfalls in Hann. Münden beginnt der Fulda-Radweg, der über Fulda bis zur Quelle bei der Wasserkuppe verläuft.
- Bei Witzenhausen besteht eine Verbindung zum Leine-Heide-Radweg.
- In Frieda besteht über den Kanonenbahn-Radweg eine Anbindung ins Eichsfeld.
- In Heldra besteht Anbindung an den dort beginnenden Unstrut-Werra-Radweg.
- Der Rennsteig-Radweg und der Radfernweg Thüringer Städtekette binden bei Hörschel/Eisenach an.
- Zwischen Gerstungen und Bad Salzungen besteht eine weitere Verbindung über den Werra-Suhltal-Radweg (herzogliches Schloss Marksuhl und Lutherstammort Möhra).[1]
- Bei Vacha und Philippsthal verbindet sich mit dem Werratal-Radweg der Ulsterradweg, der zum Milseburgradweg führt. Beide sind Teile des BahnRadwegs Hessen.
- Der vom unterfränkischen Würzburg kommende Main-Werra-Radweg trifft in Meiningen auf den Werratal-Radweg.
- Ebenfalls in Meiningen besteht eine Anbindung zum Radweg Meiningen-Haßfurt, der in das östliche Unterfranken und zum Main in Haßfurt führt.
- In Bad Salzungen beginnt der Rhönradweg, der auf einer Länge von 180 km nach Hammelburg in Bayern führt.